# Wolfe Creek-kráter
A Wolfe Creek-kráter (angol nyelven Wolfe Creek Meteorite Crater) egy 875 méter átmérőjű becsapódási kráter Nyugat-Ausztráliában, az Outback területén. Úgy tartják, ez a világ második legnagyobb, szemmel is felismerhető becsapódási krátere.
A kráter és körben kb. 2 kilométeres környéke nemzeti parkká van nyilvánítva, ez a Wolfe Creek Meteorite Crater Nemzeti Park. Nevét a közeli Wolfe Creek patakról kapta. Robert Wolfe a közeli Halls Creek település egyik üzlettulajdonosa volt az aranyláz idején. Nevének téves írásmódja miatt terjedt el egy időben a Wolf Creek elnevezés. A kráter a Wolf Creek – A haláltúra című film után vált világszerte ismertté. A filmben a hatásosság és könnyebb érthetőség kedvéért írták Wolf Creeknek.

## Keletkezése
A Wolfe Creek-kráter mintegy 300 000 évvel ezelőtt egy 50 000 tonna körüli, kb. 30–35 méter átmérőjű kozmikus test, minden bizonnyal vasmeteorit becsapódásakor keletkezett. A becsapódó test sebessége másodpercenként kb. 15 kilométeres volt, a felszabaduló energia több tucat hirosimai atombombának felelt meg. Anyaga az ütközés során elporladt és szétszóródott, miközben saját átmérőjénél harmincszor nagyobb krátert vájt a becsapódási zónában. A kráter mérete és becsült eredeti mélysége alapján a kidobódott anyagmennyiség 0.1 köbkilométer körül lehetett. A hatalmas hő és a léglökés, az azt követő valószínű tűzvész kb. 30-50 kilométeres körzetben pusztíthatta ki a növényzetet és a felszíni állatvilágot. 
A kráter jelenlegi átmérője hozzávetőleg 875 méter. Peremének magassága 25 méter, belsejének mélysége hatvan méter. Eredeti mélysége ennek a duplája lehetett, de keletkezése óta a szálló por feltöltötte. A kráter kiemelkedő peremének a magassága is jóval nagyobb lehetett eredetileg. A környéken manapság is találhatók pár száz kilós vasoxid tömbök, melyeket az eredeti meteorit szétszóródott darabjainak vélnek.

## Felfedezése
A Nyugat-Ausztrália egyik legelhagyatottabb területén, egy spinifex füves félsivatagos pusztaságon található krátert 1947-ben repülőgépről fedezték fel, olajkutatások kapcsán. Még abban az évben F. Reeves és G. Hart geológusok közelebbről megvizsgálták, ők voltak az első európaiak a helyszínen. A környéken élő djaru aboriginal törzs természetesen évezredek óta ismerte a krátert, Kandimalalnak hívták, több külön mítoszt találtak ki keletkezésére. Ezek egyike szerint a világ teremtése idején egy hatalmas égi szivárványkígyó ezen a helyen ütközött a Földnek, a környék patakjai kúszásának a nyomai.

## Megközelítése
Legkönnyebben a nyugat-ausztráliai 1. számú Great Northern Highway felől lehet a krátert megközelíteni. A Halls Creek településtől kb. 15 kilométerre délnyugatra található elágazástól indul Alice Springs felé a kb. ezer kilométeres, lakatlan területen haladó burkolatlan földút, a Tanami Road. Noha szilárd burkolata nincs, száraz időben városi autóval is jól járható. 
A Tanami Roadon Halls Creektől dél felé haladva mintegy 120 kilométer után, a felhagyott Carranya Roadhouse mellett kelet felé ágazik el a kráterhez vezető szintén burkolatlan Wolfe Creek Meteorite Crater Road, melyen kb. harminc kilométer után lehet eljutni a helyszínre. Ez a szakasz egy ponton keresztezi a többnyire kiszáradt Wolfe Creek patakot. Áradásos időszakban a patakon átvezető gázló járhatatlanná válhat.
A kráterhez vezető elágazás Alice Springs felől is megközelíthető, de az onnét vezető több, mint 800 kilométeres sivatagi utazás a Tanami Roadon csak alapos felkészülés után vállalható. 
A nyári esős időszakban rendszeresen előfordul, hogy a Tanami Road út egyes részeit, vagy akár az egészét bizonytalan ideig, akár hetekre lezárják áradás miatt. Ilyen esetben a kráter a lezárás időtartamára megközelíthetetlen. Téli hónapokban az efféle áradás csak kivételesen fordul elő.

## A hely felkeresése

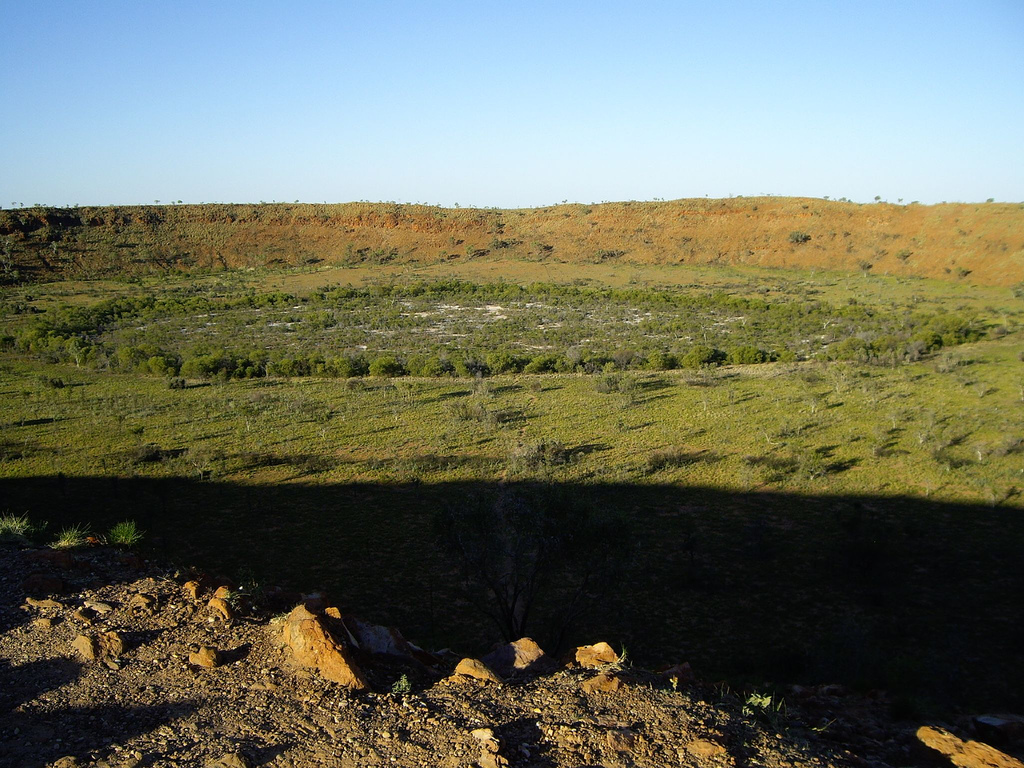
A kráter belseje

A látogatásra legalkalmasabb a június és július, amikor elviselhető a nappali meleg és nem várható esőzés, útzárat okozó áradás. Nyári melegben semmiképpen nem javasolt az odautazás, ilyenkor akár 45 Celsius-fok is lehet árnyékban. 
Autók számára egy hurokforduló és néhány kocsi számára  egyszerű parkoló áll rendelkezésre. Egy esőbeálló alatt ismertető tablókat helyeztek, ezen felül semmi szolgáltatás, vagy személyzet nincs. Víz, élelem, üzemanyag, segítség legközelebb Halls Creekben található. A krátert turistaösvényen mintegy három óra alatt lehet gyalog bejárni. A kráter alapos megismeréséhez, valamint a hely térben és időben végtelen hangulatának átéléshez a Halls Creekből kiinduló egész napos kirándulás a legcélszerűbb. 
Noha a kráter pereméről a napkelte és naplemente felejthetetlen látvány, figyelembe kell venni, hogy földúton éjszaka a közlekedés semmiképpen nem ajánlott. Vagy a néptelen területen kell tölteni az éjszakát, vagy sötétedésig vissza kell érni Halls Creekbe. 
A hely elhagyatottsága miatt egyéni utazóknak fokozott elővigyázatosságot kell tanúsítani. Gondoskodni kell a jármű megfelelő műszaki állapotáról, két pótkerékről, elegendő üzemanyagról, műszaki hiba esetére több napi vízmennyiségről és élelemről. Turisták számára bérelhető műholdas telefon nagyon ajánlott, teljes körű baleset- és betegségbiztosítás elengedhetetlen.
A nappali meleg ellenére éjszaka akár nulla fok is lehet, éjszakázás esetére meleg ruha, vagy hálózsák szükséges. 
A kráteren való gyalogtúra során a kijelölt ösvényről letérni balesetveszélyes, valamint ügyelni kell az egyébként emberkerülő mérges kígyókra. Ártalmatlannak vélt állatokat (pl. kenguru) is célszerűbb kerülni. A sétához napsapka, napszemüveg, erős és zárt cipő, valamint a száraz sivatagi levegő miatt ivóvíz szükséges.

## Filmbeli szereplése
Megjegyzendő, a Wolf Creek – A haláltúra című horrorfilmben látható események ezen a helyen és a filmben látható formában nem történtek meg.